# أنجلو-فريزية
اللغة أنجلو-فريزية (بالإنجليزية: Anglo-Frisian languages) هو اسم مجموعة لغات من فرع اللغات الجرمانية الغربية وتشمل اللغات المشتقة من الإنجليزية القديمة والفارسية القديمة.
إن تقارب المتحدثين باللغات الأنجلو-فريزية القديمة والساكسونية القديمة عبر التاريخ قد تسبب في تأثير هذه اللغات على بعضها البعض ووجود سمات مشتركة بين هذه اللغات. ومع ذلك، وعلى الرغم من الجذور المشتركة، فإنه يمكن ملاحظة اختلافات كبيرة نسبياً بين اللغتين الفارسية والإنجليزية، وذلك بسبب التأثير الكبير للغة الشمالية والفرنسية على اللغة الإنجليزية، ومن ناحية أخرى تأثير اللغة الإنجليزية. اللغات الهولندية والألمانية المنخفضة على اللغة الفارسية.